# Dakoid jezici
Dakoid jezici (privatni kod: dakd; dakoidski jezici), jedna od tri podskupine sjevernih bantoid jezika kojima govore neka plemena u nigerijskim državama Taraba i Adamawa. Obuhvaća (5) jezika kojima govori oko 125.000 ljudi, to su 
- Samba Daka sa 107.000 govornika (2000);
- Dong, 5.000 (1998 Blench);
- Gaa 10.000 (1997 Boyd); i
- Lamja-Dengsa-Tola, 3.400 (2000 WCD)
- Dirim [dir] 9.000 (1992).[1]

## Vanjske poveznice
- Ethnologue (14th)
- Ethnologue (15th)